# سنگ‌سازی ادراری
سنگ‌سازی ادراری به شرایطی گفته می‌شود که منجر به ایجاد سنگ‌های ادراری می‌شود. این سنگ‌ها می‌توانند در هر کجا از سیستم ادراری تشکیل شوند. سنگ‌های ادراری پس از عفونت‌های اداری و بیماری‌های پروستات سومین بیماری شایع دستگاه ادارای-تناسلی را تشکیل می‌دهند. سنگ‌های ادراری در حقیقت تجمعی پلی‌کریستال هستند که از مقادیر متغیری کریستالوئید و ماتریکس ارگانیک تشکیل می‌شوند.

## ترکییب سنگ‌های ادراری
قسمت عمده سنگ‌های ادراری را جزء کریستالی تشکیل می‌دهد. بخش غیرکریستالی سنگ‌ها بر اساس نوع سنگ متفاوت است. این بخش که معمولاً ۲ تا ۱۰ درصد وزن سنگ را تشکیل می‌دهند عمدتاً از پروتئین تشکیل شده‌است. معمولاً بخش کریستالی سنگ کلسیمی است ولی گاه اورات یا سیستئین ملح اصلی است. محل تشکیل سنگ در کلیه است ولی ممکن است حرکت نموده وارد مجاری ادرار و حالب یا مثانه شود.